# Sonny Soufflé Chok Show
Sonny Soufflé Chok Show er en dansk satireserie på fem afsnit, der oprindeligt blev sendt første gang i 1987. Serien er skrevet og instrueret af Michael Wikke og Steen Rasmussen, der selv spiller deres karakterer Brødrene Bisp.

## Handling
Gys for hele familien i dramaet ’Tannhäuser’, hvor Reinhardt og sønnen Kurt forsøger at redde deres autoværksted og benzintank fra Ilse von Tannhäuser og hendes håndlangere, der vil forvandle området til Sengeløse City. Værterne Sonny og Sonny præsenterer desuden ’Brdr. Bisp’, ’Godnathistorier’ og meget mere. Enestående chance for at opleve den klassiske firser-tv-serie i biografen.

## Medvirkende
- Michael Wikke
- Steen Rasmussen
- Nanna Møller
- Allan Mortensen
- Billy Cross
- Dorte Højsted
- Hans Henrik Bærentsen
- Søs Egelind
- Michael Kvium
- Edward Fleming
- Ole Bornedal
- Mikael Helmuth
- Thomas Winding
- Erik Clausen
- Thomas Mørk
- Halfdan E
- Peter Zhelder
- Ingolf Gabold